# R.I.P.R.O. Volume I
 (novembre 2020).
Albums de Lacrim
Corleone
(2014) R.I.P.R.O. Volume II
(2015)
Singles
1. Ya R
Sortie : 11 mai 2015
2. Carte de la vieillesse
Sortie : 21 mai 2015
3. Billets en l'air
Sortie : 29 mai 2015
4. Voyous
Sortie : 11 juin 2015

R.I.P.R.O Volume 1 est une mixtape du rappeur français Lacrim.
Elle est numéro un des ventes en France la semaine du 1er juin 2015 avec 23 856 albums vendus la première semaine. La mixtape a été certifiée disque de platine après la sortie de prison de Lacrim, tout comme la mixtape R.I.P.R.O. Volume 2 et son premier album Corleone.

## Liste des pistes
| No  | Titre                                                                  | Auteur                                           | Compositeur(s)                            | Durée |
| --- | ---------------------------------------------------------------------- | ------------------------------------------------ | ----------------------------------------- | ----- |
| 1.  | Sale époque Part.2                                                     | Lacrim                                           | DJ Bellek                                 | 4:19  |
| 2.  | Corleone - Remix (featuring Young Breed, Billy Blue, YT Triz & Rimkus) | Lacrim, Billy Blue, Rimkus, Young Breed, YT Triz | Aurélien Mazin & Kore                     | 6:20  |
| 3.  | Carte de la vieillesse                                                 | Lacrim                                           | DJ Bellek                                 | 5:08  |
| 4.  | Money (featuring Migos)                                                | Lacrim, Offset, Quavo, Takeoff                   | Aurélien Mazin, Juan Carlos de Ona & Kore | 3:30  |
| 5.  | Sablier                                                                | Lacrim                                           | DJ Bellek                                 | 3:49  |
| 6.  | Mon fils (featuring Leslie)                                            | Lacrim, Leslie                                   | Aurélien Mazin & Kore                     | 4:39  |
| 7.  | Voyous (featuring Gradur)                                              | Lacrim, Gradur                                   | DJ Bellek                                 | 3:43  |
| 8.  | Red Zone (featuring Nessbeal & Rimkus)                                 | Lacrim, Nessbeal, Rimkus                         | Aurélien Mazin & Kore                     | 4:07  |
| 9.  | Ça débite                                                              | Lacrim                                           | The MeKanics & Spiff                      | 3:14  |
| 10. | Y'a R                                                                  | Lacrim                                           | Aurélien Mazin & Kore                     | 3:42  |
| 11. | A.W.A. Part.2                                                          | Lacrim                                           | DJ Bellek                                 | 3:55  |
| 12. | 6.35 (featuring SCH & Sadek)                                           | Lacrim, Sadek, SCH                               | Aurélien Mazin & Kore                     | 4:02  |
| 13. | Billets en l'air                                                       | Lacrim                                           | Aurélien Mazin & Kore                     | 3:12  |
| 14. | Millions                                                               | SCH                                              | Katrina Squad                             | 3:14  |

## Clips vidéo
- 11 mai 2015 : Sablier
- 21 mai 2015 : Carte de la vieillesse
- 29 mai 2015 : Billets en l'air
- 11 juin 2015 : Voyous (feat. Gradur)
- 28 juillet 2015 : Y a R
- 7 août 2015 : SCH - Millions
- 7 septembre 2015 : Money (feat. Migos)

## Classements hebdomadaire
| Classements (2015)           | Peak position |
| ---------------------------- | ------------- |
| Belgique (Flandre Ultratop)  | 87            |
| Belgique (Wallonie Ultratop) | 8             |
| France (SNEP)                | 1             |
| Suisse (Schweizer Hitparade) | 20            |